# 尹世昌
尹世昌，字廷□，直隸真定府定州人，民籍，明朝政治人物。同進士出身。

## 生平
早年出身國子生，成化四年（1468年）中式順天府鄉試第一百十四名。成化十四年（1478年）戊戌科會試第一百十一名，殿試登進士第三甲第二百一十二名。官至知縣。

## 家族
曾祖尹文獻，曾任府□□。祖父尹顒，曾任知縣。父尹瓊，曾任教諭。